# Aurunker

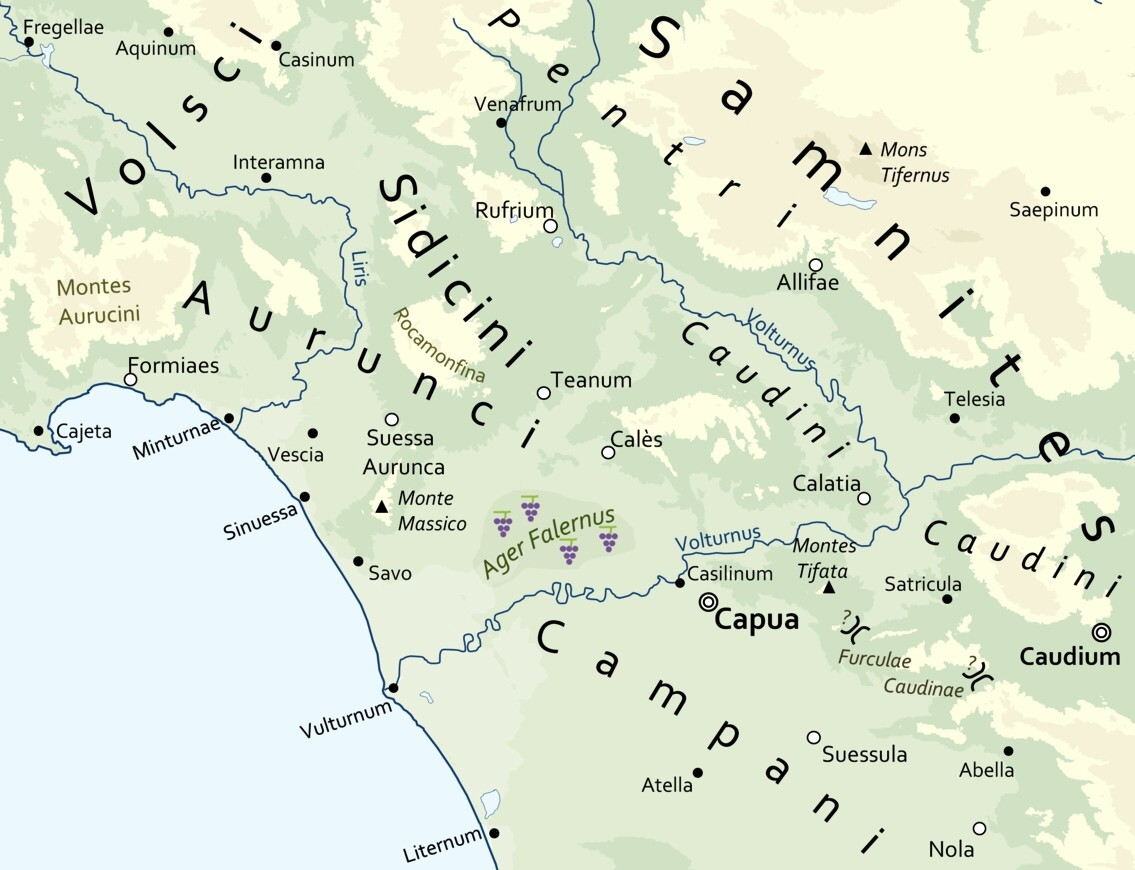
Siedlungsgebiet der Aurunker im 4. Jahrhundert v. Chr.

Die Aurunker (griechisch Αὔρουγκοι; lateinisch Aurunci; auch Ausones) waren ein italisches Volk, das in vorrömischer Zeit in den Regionen südöstlich von Rom ansässig war.
Die Aurunker gehörten zur oskischen Volks- und Sprachgruppe. Ihr Siedlungsgebiet lag zwischen den Flüssen Liris und Volturnus, im Grenzgebiet zwischen Latium und Kampanien. Ihre Hauptstadt war Suessa (das heutige Sessa Aurunca in der Provinz Caserta). In prähistorischer Zeit, d. h. bevor ihr Gebiet durch das Vordringen der Samniten und Sidiciner verkleinert wurde, scheint ihr Siedlungsgebiet größer gewesen zu sein und dehnte sich vom Volskergebirge bis in die campanische Ebene aus.
In der griechischen Form Αὔσονες (Ausones) wurde der Name auch für die Bewohner eines weiten Gebietes benutzt, das mehr als die tatsächlichen Siedlungsgebiete der Aurunker umfasste. Griechischen Legenden zufolge sollen die Ausones lange vor der griechischen Kolonisation Unteritaliens und Siziliens unter Führung ihres Königs Liparos die Liparischen Inseln eingenommen haben. In der Poesie wurde der Name Ausonia später für ganz Mittelitalien, zuweilen sogar als Metonymie für Italien als solches verwendet. Nach den Ausonen wird in der Archäologie seit den Veröffentlichungen Bernabò Breas eine spätbronzezeitliche/früheisenzeitliche Kultur, die auf den Liparischen Inseln von ca. Mitte des 13. bis ins 9. Jahrhundert v. Chr. nachweisbar ist und – im Gegensatz zur vorangehenden Milazzese-Kultur – starke Parallelen zu gleichzeitigen Kulturen des italienischen Festlands offenbart, als ausonisch bezeichnet, bzw. deren Perioden als Ausonikum I und II.
Im Laufe des 4. Jahrhunderts v. Chr. gerieten die verbliebenen Siedlungsgebiete der Aurunker unter die Herrschaft der Römer, die in den Jahren 345, 340, 337 und 314 v. Chr. gegen sie Krieg führten. In der Folgezeit übernahmen die Aurunker rasch Kultur und Sprache der Römer.